# Göran Lindbergs orkester
Göran Lindbergs orkester var ett dansband från Sverige, med Göran Lindberg som sångare. Bandet sattes upp efter att Göran Lindberg 1991 lämnat Matz Bladhs. Bandet avvecklades 1996, efter flera hitlåtar, och Göran Lindberg blev 2004 åter sångare i Matz Bladhs.

## Diskografi

### Album
- Den röda stugan - 1993
- Hör mina ord - 1993
- Göran Lindbergs orkester - 1995

## Melodier på Svensktoppen
- Den röda stugan (Det går en bönebro) - 1993[1]
- Tre små ord - 1993[1]
- Tusentals gitarrer - 1994 (med Frälsningsarmén)[2]
- Varje morgon är en gåva - 1995[3]-1996[4]
- Vildrosens dal - 1997[5]

### Fotnoter
1. 1 2  ”Svensktoppen”. Sveriges Radio. 2 mars 1993. http://sverigesradio.se/Diverse/AppData/Isidor/files/2023/3489.txt. Läst 10 oktober 2015.
2. ↑  ”Svensktoppen”. Sveriges Radio. 2 mars 1994. http://sverigesradio.se/Diverse/AppData/Isidor/files/2023/3490.txt. Läst 10 oktober 2015.
3. ↑  ”Svensktoppen”. Sveriges Radio. 2 mars 1995. http://sverigesradio.se/Diverse/AppData/Isidor/files/2023/3491.txt. Läst 10 oktober 2015.
4. ↑  ”Svensktoppen”. Sveriges Radio. 2 mars 1996. http://sverigesradio.se/Diverse/AppData/Isidor/files/2023/3492.txt. Läst 10 oktober 2015.
5. ↑  ”Svensktoppen”. Sveriges Radio. 22 mars 1997. http://sverigesradio.se/p4/svetop/1997/970317sv.htm. Läst 10 oktober 2015.